# Poplar Hills
Poplar Hills är en inkorporerad ort i Jefferson County i Kentucky. Vid 2020 års folkräkning hade Poplar Hills 380 invånare.